# Brookesia bekolosy
Brookesia bekolosy este o specie de cameleoni din genul Brookesia, familia Chamaeleonidae, descrisă de Christopher John Raxworthy și Nussbaum 1995. A fost clasificată de IUCN ca specie în pericol. Conform Catalogue of Life specia Brookesia bekolosy nu are subspecii cunoscute.